# Chevrolet Colorado
De Chevrolet Colorado is een pick-up van het Amerikaanse automerk Chevrolet. Het voertuig werd in 2004 geïntroduceerd als een compacte pick-up, die als opvolger diende voor de Chevrolet S-10. Tegenwoordig is het voertuig een pick-up uit de middenklasse. Het voertuig is vernoemd naar de Amerikaanse staat Colorado. GMC heeft een eigen versie van de Colorado op de markt gebracht, de GMC Canyon.     

## Eerste generatie (2003-2012)

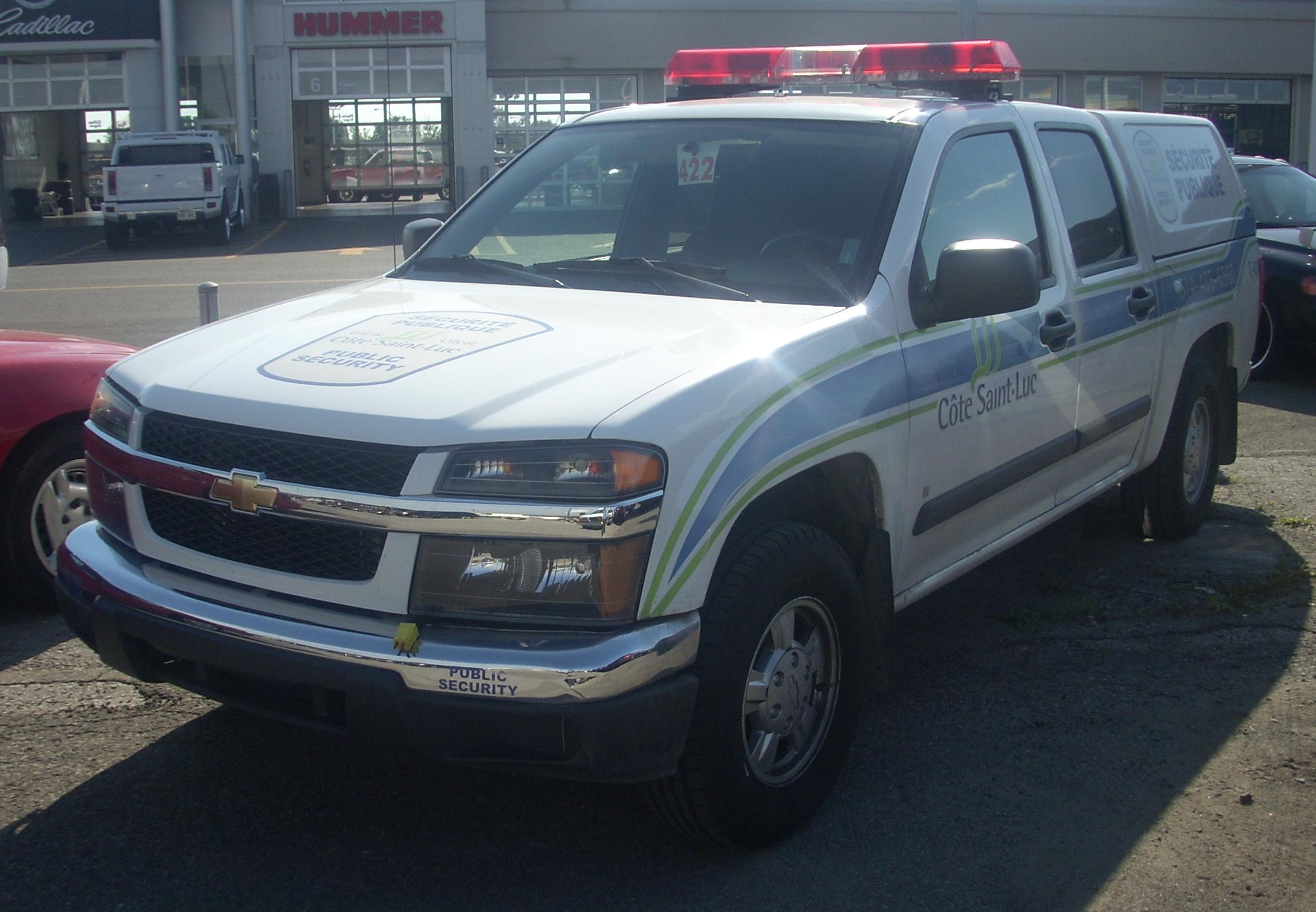
Een Chevrolet Colorado uit 2006

De Chevrolet Colorado werd eind 2002 gepresenteerd. Het plan was om de Chevrolet Colorado in Noord-Amerika en Thailand op de markt te brengen, terwijl Isuzu een eigen versie (D-MAX) van de Colorado wereldwijd zou verkopen. In 2003 begon de productie van de Colorado, die tot 2012 duurde. Het voertuig is gebouwd op het GMT335 platform. De productie van de Chevrolet Colorado vond plaats in de Verenigde Staten en Thailand. 

### Noord-Amerika
De Noord-Amerikaanse Chevrolet Colorado/GMC Canyon werden in drie uitvoeringen geleverd: een tweedeurs Regular Cab, een vierdeurs Extended Cab (twee volwaardige deuren en twee 'halve' deuren) en een vierdeurs Crew Cab. De Colorado had drie luxeopties: Base, LS en LT en de GMC had er ook drie Canyon, SLE en SLT. 
De Chevrolet Colorado werd standaard met een 2.5L LK5 i4 motor geleverd. Als kopers voor het Z71 pakket kozen, kwam de Colorado met een 3.5L i5 motor. Dit pakket was overigens alleen maar beschikbaar op de Crew Cabs. De voertuigen konden geleverd worden met een vijftraps schakelbak of een viertraps automaat. 

Er waren drie verschillende pakketten voor de Colorado beschikbaar: de Z71, de Z85 en de ZQ8. Het Z71 pakket bevatte aanpassingen om het rijgedrag op onverharde wegen te verbeteren. Dit bevatte o.a een betere wielophanging en krachtigere schokdempers. Het Z85 pakket was het standaardpakket dat op de Colorado geleverd werd. Het ZQ8 pakket was een verbeterde versie van het Z85 pakket, en bevatte een wielophanging voor sportwagens, 17 inch wielen en spatlappen.

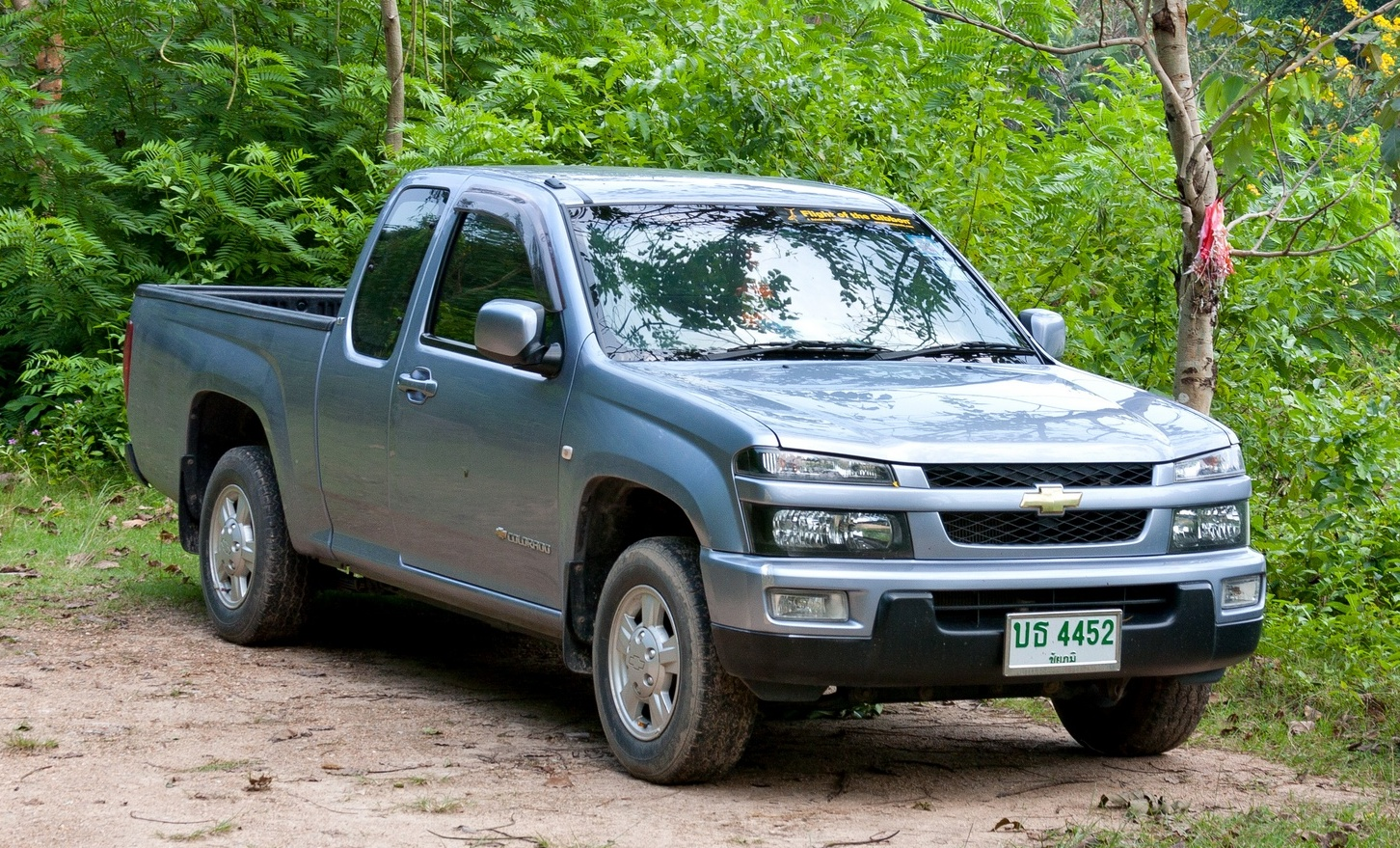
Een Thaise Chevrolet Colorado

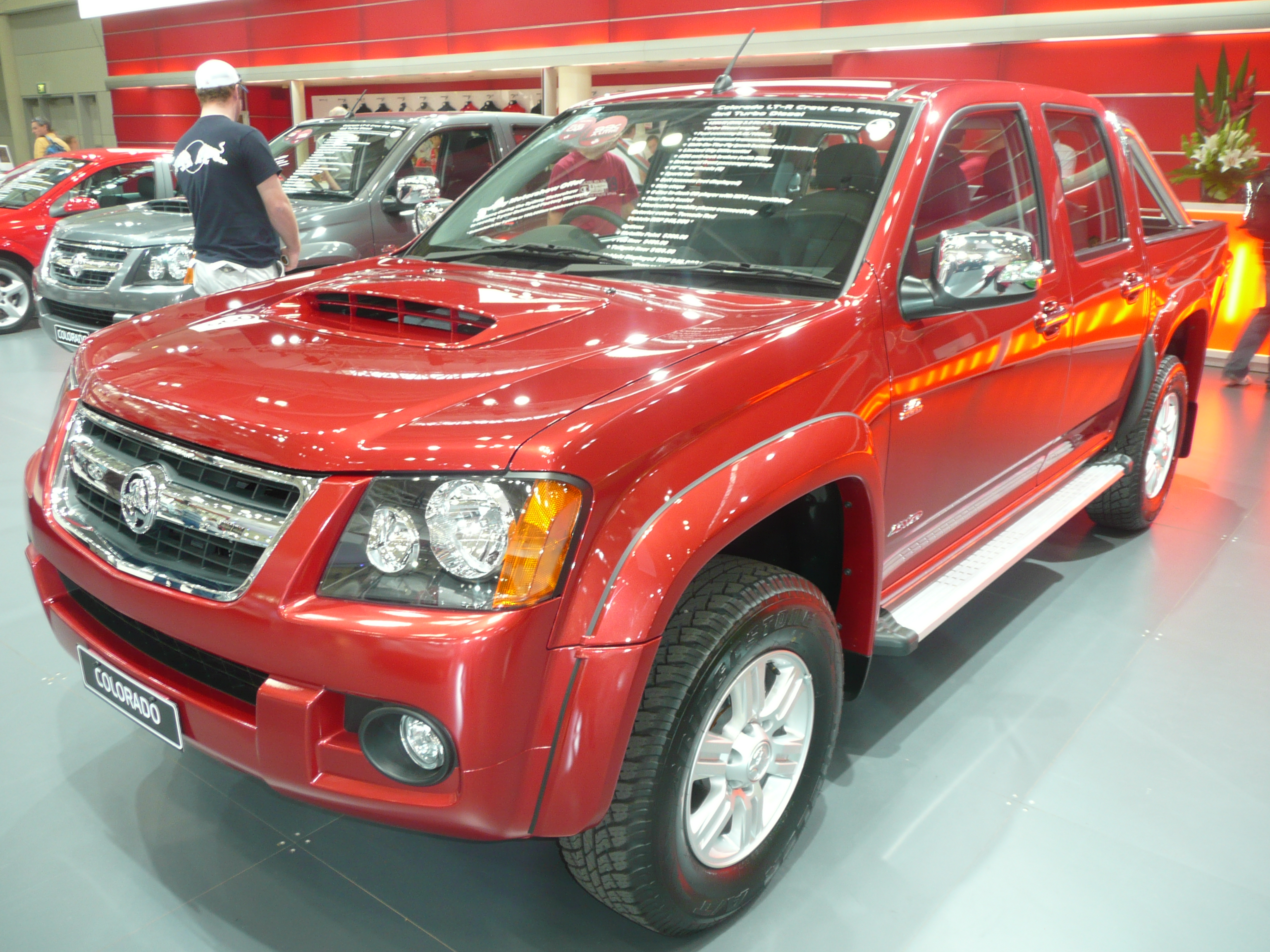
Een Holden Colorado uit 2008

In 2007 kreeg de Colorado een facelift, en kwamen er nieuwe motoren beschikbaar. Dit waren een 2.9L i4 motor en een 3.7L i5 motor. In 2009 kwam er weer een facelift en kreeg de Colorado nieuwe voorzieningen, zoals een 5.3L V8 motor, OnStar, een AM/FM radio, tussen de twee en zes speakers en een CD/MP3 speler. 

### Oceanië en Thailand
Vanaf 2004 produceerde GM Thailand de Colorado, die vrijwel identiek was aan de Noord-Amerikaanse Colorado. De Colorado werd in 2007 aangepast, zodat het niet langer op de Amerikaanse versie leek. Een jaar later kreeg de Colorado een facelift en kwamen er nieuwe opties vrij, zoals een 2.5L diesel/CNG motor.
De Isuzu D-MAX, verwant aan de Colorado, werd tot 2008 in Oceanië verkocht als de Holden Rodeo. In 2008 besloot Isuzu dat Holden de D-MAX niet langer als Rodeo verkocht mocht worden.
Als vervanger besloot Holden om de Thaise Chevrolet Colorado te importeren en te verkopen als Holden Colorado. De Holden Colorado werd geleverd met een vierwiel- of een achterwielaandrijving en had drie verschillende uitvoeringen, een tweedeurs single-cab, een vierdeurs space-cab en een vierdeurs crew-cab. 
De standaardmotoren waren een 2.4L V4 motor en een 3.6L V6 motor. Deze motoren konden als diesel- en benzinemotoren geleverd worden. 
De Holden Colorado hield het tot 2012 uit, toen werd het voertuig vervangen door de tweede generatie 

## Tweede generatie (2012-2022)

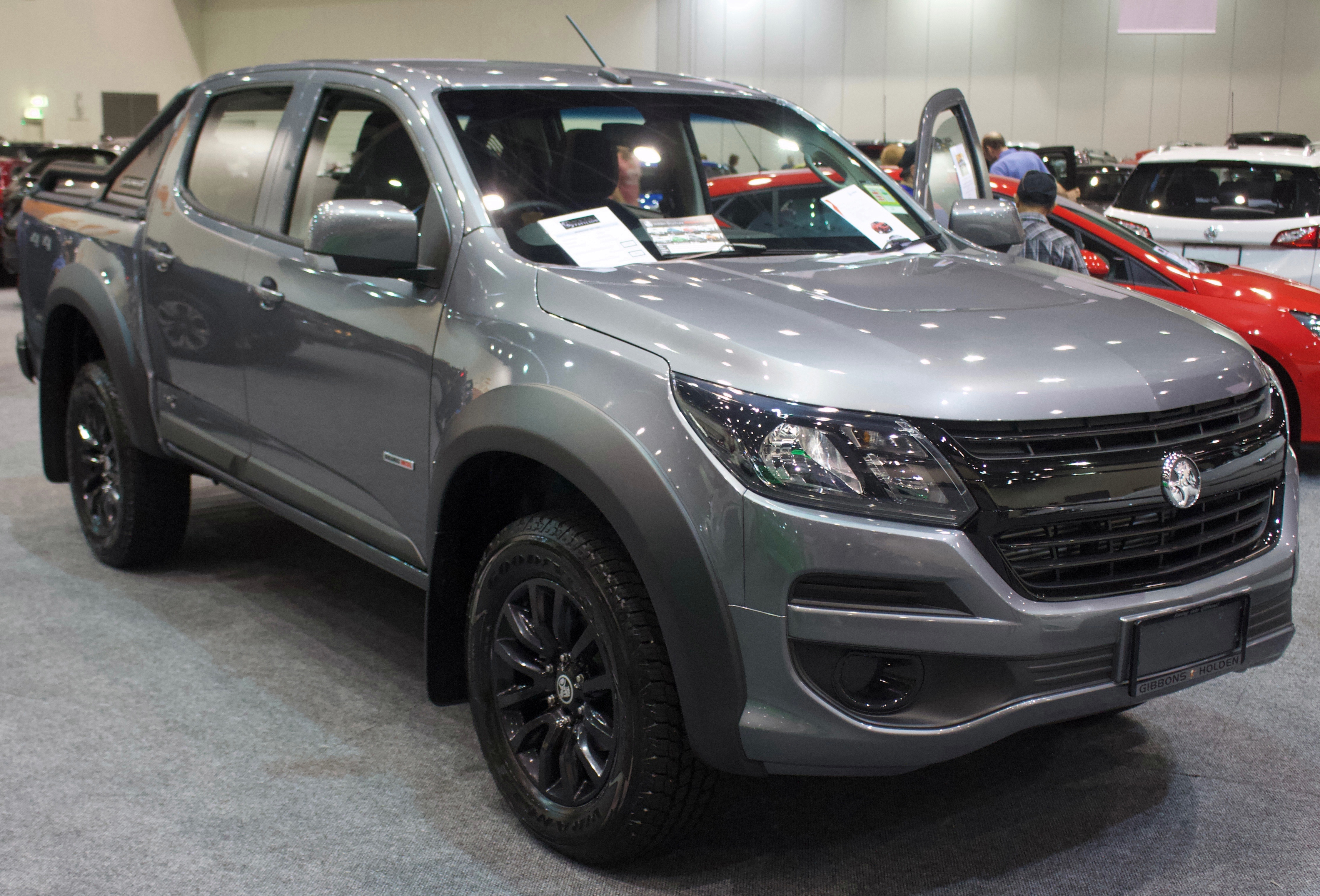
Een Holden Colorado uit 2018, na de facelift

De tweede generatie van de Chevrolet Colorado werd in maart 2011 gepresenteerd op de Bangkok International Motor Show. Later dat jaar werden ook andere varianten van de Colorado gepresenteerd. Net als de vorige generatie werd de Colorado geleverd met een vierwiel- en achterwielaandrijving, en waren er drie uitvoeringen, regular cab, extended cab en crew cab. De productie van de Colorado vind plaats in Brazilië, tot 2020 in Thailand en tot 2022 in de Verenigde Staten.

### Noord-Amerika
De Chevrolet Colorado voor de Noord-Amerikaanse markt werd op 20 november 2013 in Los Angeles gepresenteerd. De prodcutie van de Colorado vond in Wentzville plaats en begon in 2014. Halverwege 2014 verschenen de eerste voertuigen bij de dealers. Bij de lancering van de Colorado werden er zo'n 30.000 bestellingen geplaatst.
De Chevrolet Colorado had in 2015 twee motoropties; dit waren een 2.5L EcoTech i4 motor en een 3.6L LFX V6 motor. In 2016 werd er een 2.8L Duramax LWN V6 motor toegevoegd en een in 2017 werd de 3.6L LFX motor vervangen door een verbeterde 3.6 L LGZ V6 motor. 
De Colorado werd in 2015 in vijf verschillende luxeopties geleverd, dit waren de Base (meest simpelste, tot 2020 in gebruik), WT (Work-Truck), LT (meest verkochte versie) en Z71 (het meest luxe).
Daarnaast was er ook vanaf 2017 het ZR2 pakket te verkrijgen. Dit pakket bevatte allerlei voorzieningen om het off-road rijden te verbeteren. Het bevatte onder andere een hogere wielophanging, sterkere schokbrekers, off-road banden en een optie om een breedstraler te installeren. 
In 2017 werden alle Colorado's standaard geleverd met een 7-inch informatiesysteem incl. Apple CarPlay en Android Auto, Bluetooth, AM/FM radio, USB poorten en een audiosysteem met zes speakers. De OnStar 4G WiFi werd als optie aangeboden. 
In 2019 werd de schakelbak geschrapt, waardoor de Colorado's alleen maar met een automatische versnellingsbak geleverd worden.
In 2020 werden de Colorado's met een verlengde laadbak uit de verkoop gehaald. Ook werd de Base optie niet meer toegepast.
In 2021 kreeg de Colorado een kleine facelift, met een nieuw front en maar vier luxeopties: WT, LT, Z71 en ZR2. 
In 2022 werd het einde van de tweede generatie in Noord-Amerika aangekondigd. Het voertuig zal halverwege 2023 vervangen worden door een derde generatie. 

### Oceanië

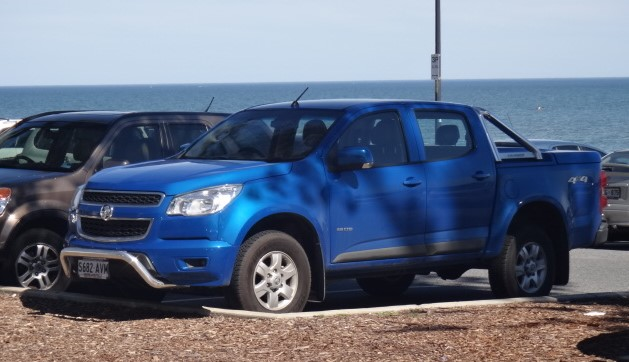
Een Holden Colorado uit 2013, voor de facelift

De tweede generatie Holden Colorado werd in 2011 op de Australian International Motor Show gepresenteerd. Halverwege 2012 ging de Holden Colorado de verkoop in. Net als de vorige generatie werd de Colorado in Rayong, Thailand geproduceerd. De Holden Colorado werd maar met één motor geleverd: een 2.8L VM Motori i4 motor, die tussen de 185 en 197 pk leverde. De Holden Colorado werd in twee uitvoeringen geleverd: een tweedeurs single cab en een vierdeurs crew cab. De Colorado kon met vierwiel- en achterwielaandrijving geleverd worden. De Holden Colorado kreeg het stuur rechts. 
De Holden Colorado werd in 2011 in vijf verschillende luxeopties geleverd, dit waren de DX (meest simpelste), LX, LT, LTZ en de Z71 (net als in Noord-Amerika de meest luxe). Daarnaast was er enkel op de 4x4 voertuigen een Thunder Edition beschikbaar. Met de Thunder Edition werd de Colorado aangepast voor off-road rijden. De Thunder Edition bevatte een koeienvanger, een beschermkap op de motorkap, zijwindschermen en verbeterde trek/takel mogelijkheden.
In 2017 kreeg de Colorado een facelift waarbij er een nieuwe voorkant kwam en het nieuwe GM MyLink informatiesysteem met Apple CarPlay en Android Auto in het voertuig kwam.
De productie van de Holden Colorado eindigde in 2020, nadat General Motors zich terugtrok uit Thailand en Oceanië.

### Internationaal model

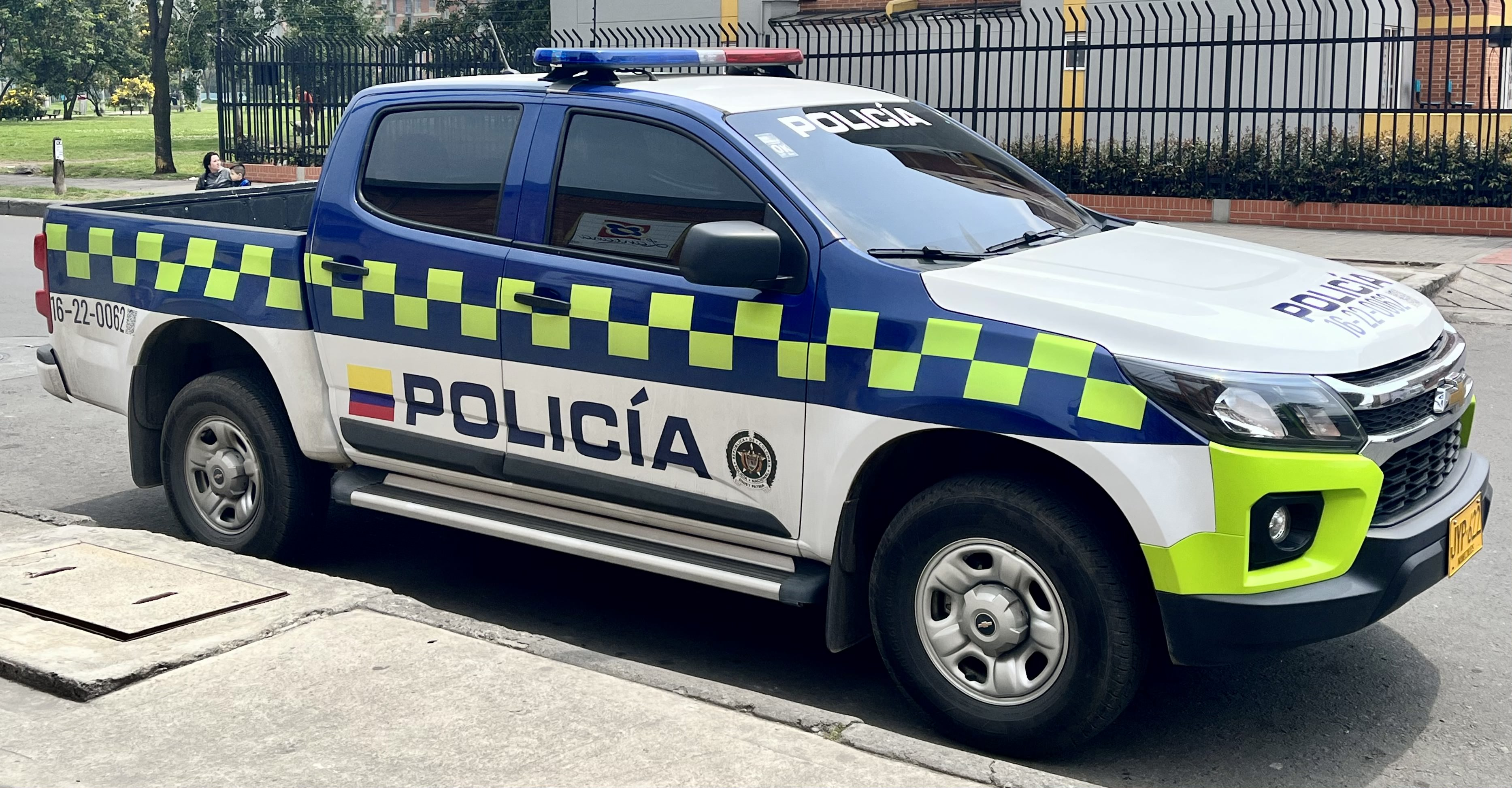
Een Chevrolet Colorado als politievoertuig in Bogotá

In 2017 begon General Motors met de bouw van de internationale Chevrolet Colorado. De verkoop van de internationale Colorado vind plaats in Zuid-Amerika, de ASEAN en tot 2020 in Oceanië. In Zuid-Amerika staat het voertuig bekend als de Chevrolet S-10.
De internationale Colorado is vrijwel identiek aan de Noord-Amerikaanse Colorado, maar er zijn wel kleine verschillen. Zo had de Noord-Amerikaanse Colorado meer motoropties, terwijl de internationale Colorado er maar eentje had: een 2.5L Duramax i4 motor. De internationale Colorado kan met een automatische versnellingsbak of een handmatige versnellingsbak geleverd worden.

## Derde generatie (2023-heden)
In juli 2022 werd de derde generatie van de Chevrolet Colorado gepresenteerd. De productie van de nieuwe generatie zal halverwege 2023 beginnen, en het voertuig zal alleen in de Verenigde Staten en Canada verkocht worden. De nieuwe Colorado is een stuk groter dan de vorige generatie, waardoor de formaten bijna gelijk zijn aan de Chevrolet Silverado.
Het voertuig krijgt vijf verschillende ingebouwde rijfuncties, waarvan de meeste op off-road rijden zijn gefocust. De functies zijn off-road, terrein, Baja (woestijn), trekken (aanhangers, trailers etc) en normaal.
De Colorado krijgt 10 verschillende camera's die overal op het voertuig bevestigd zijn. Daarnaast krijgt de Colorado ook een 11.3-inch informatiesysteem inclusief Apple CarPlay, Android Auto en als optie draadloos opladen.
De Colorado wordt alleen als vierdeurs crew cab geleverd, en krijgt vijf verschillende uitvoerigen. Dit zijn WT (Wrok-Truck), LT, Trail Boss, Z71 en ZR2. WT is de simpelste uitvoering, en ZR2 is de meest luxe uitvoering. De ZR2 heeft een andere voorkant dan de overige uitvoerigen.